# 四紋擬守瓜
四紋擬守瓜（学名：Paridea (Paridea）为金花蟲科擬守瓜屬下的一个种。其种加词“sinensis”意为“中华的”。